# Градов Георгій Олександрович
Гео́ргій Олекса́ндрович Гра́дов (28 травня 1911 — 13 серпня 1984) — радянський архітектор і альпініст, доктор архітектури, професор, член-кореспондент Академії архітектури. Заслужений архітектор РРФСР.

## Життєпис
Народився в місті Первомайськ Миколаївської області. Росіянин.
У 1937 році закінчив Московський архітектурний інститут і був призначений на посаду головного архітектора «Киргизпроекту». У 1938 році під керівництвом Г. О. Градова у Фрунзе проходить перша конференція архітекторів, на якій було засноване Киргизьке відділення Спілки архітекторів СРСР, а сам Градов очолив перше правління республіканського відділення Спілки. Член ВКП(б) з 1940 року.
З початком німецько-радянської війни у 1941 році добровільно був зарахований до лав РСЧА. На фронті — з жовтня 1941 року: помічник начальника штабу інженерних військ 50-ї армії Західного фронту (1941—1943), помічник начальника штабу інженерних військ 10-ї гвардійської армії 2-го Прибалтійського фронту (1943—1944), начальник 2-го відділення штабу 20-ї моторизованої штурмової інженерно-маперної бригади РГК Карельського фронту (1944—1945), майор.
У повоєнний час очолював науково-дослідний і проектний інститут навчальних будівель, він є автором низки проектів будівель шкіл і дитячих садків.
У 1954 році, вже перебуваючи на посаді начальника сектора НДІ громадських будівель Академії архітектури СРСР, Г. О. Градов направив до ЦК КПРС листа з критичним аналізом «порочної естетсько-архаїчної спрямованості радянської архітектури і пропозиціями щодо усунення помилок і недоліків у теорії і практиці архітектури». У ЦК до його думок прислухалися і запросили взяти участь у підготовці відомої Постанови ЦК КПРС і Ради Міністрів СРСР від 4 листопада 1955 «Про усунення надмірностей у проектуванні і будівництві». З прийняттям цієї постанови почалася боротьба з «архітектурними надмірностями», зазнали критики і гонінь багато архітекторів, які працювали в епоху повоєнного неокласицизму.
Помер під час сходження у горах Паміру. Похований на Донському цвинтарі Москви.

## Нагороди
Нагороджений орденами Червоного Прапора (27.11.1944), Трудового Червоного Прапора, двома орденами Вітчизняної війни 2-го ступеня (21.09.1943, 03.08.1944), орденом Червоної Зірки (20.03.1943) і медалями.

## Книги
- Градов Г. А. «Типовое проектирование и массовое строительство жилых и культурно-бытовых зданий» (Доклад секретаря правления Союза архитекторов СССР Г. А. Градова на Втором Всесоюзном съезде советских архитекторов). — Москва, 1955. (рос.)
- Градов Г. А. «Город и быт: перспективы развития системы и типов общественных зданий». — Москва: Стройиздат, 1968. (рос.)